# Diseae
Tribu
Les Diseae sont une tribu de plantes de la famille des Orchidaceae (orchidées).
Le genre type de la tribu est Disa.

## Description
Ce sont des orchidées terrestres.

## Liste des sous-tribus
- Brownleeinae
- Coryciinae
- Disinae
- Huttonaeinae
- Satyriinae

## Publication originale
- Benth. & Hook. (1883) J. Linn. Soc., Bot. 18: 288.